# Franziskus Spital Landstraße

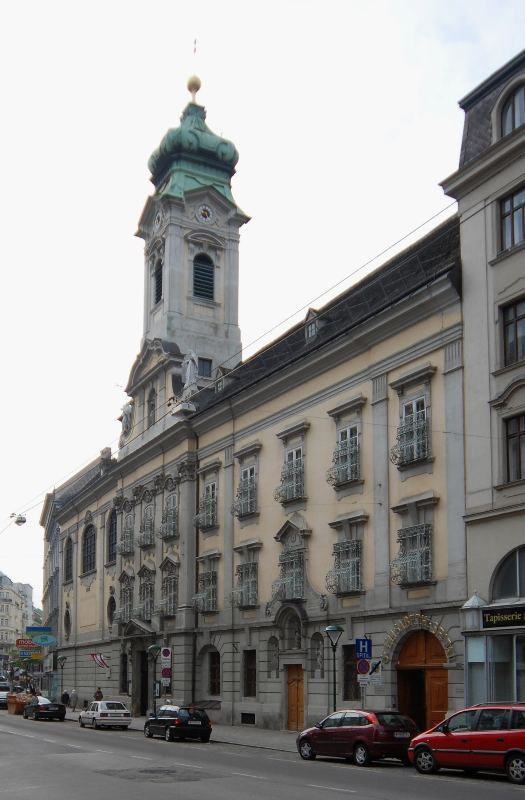
Das Franziskus Spital Landstraße in Wien-Landstraße

Das Franziskus Spital Landstraße (vormals Krankenhaus St. Elisabeth Wien) in der Landstraßer Hauptstraße 4a im 3. Gemeindebezirk Landstraße gehört zu den ältesten Spitälern von Wien. Seit 2017 ist das Krankenhaus mit dem Hartmannspital zum Franziskus Spital fusioniert. Das Hartmannspital wird nun unter der Marke Franziskus Spital Margareten, das St.-Elisabeth-Spital unter der Marke Franziskus Spital Landstraße betrieben.
In das Gebäude ist die Wiener Elisabethinenkirche integriert.

## Geschichte
Nachdem der Orden der Elisabethinen 1709 nach Wien gekommen war und am 22. März 1710 ein eigenes Haus an der Landstraßer Hauptstraße erworben hatte, wurde 1715 das dem 1711 fertiggestellten Kloster der Elisabethinen (genannt auch „Kloster der Elisabethinerinnen“) angeschlossene Spital in Betrieb genommen. Dieses stand im Gegensatz zu jenem der Barmherzigen Brüder nur Frauen offen, welche krank waren. Eine gynäkologische Abteilung (zwei Zimmer und 11 Betten) bei einem Gesamtbelegraum von 95 Betten wurde erst um 1900 eröffnet.
Zwar verbot Kaiser Joseph II. 1781 die Aufnahme von Novizinnen, des Spitals wegen wurde der Orden selbst aber nicht aufgehoben. Für die aufopfernde Krankenpflege während der Choleraepidemie im Jahr 1846 wurde den Elisabethinen mittels eines öffentlichen Dekrets Anerkennung und Lob zuteil.
1913 erfolgte eine Erweiterung des Spitalstrakts, der in den Jahren 1834 bis 1836 errichtet worden war. Während des Zweiten Weltkriegs diente das Krankenhaus St. Elisabeth als Lazarett unter der Leitung des Roten Kreuzes und erhielt einige Bombentreffer. Trotzdem kam es am 1. Mai 1945 wieder unter die Leitung des Ordens. Ab 1965 folgte eine Reihe von Zu- und Erweiterungsbauten, in den 1980er Jahren wurde das Spital neu errichtet. Im Juni 2007 erfolgte der Zusammenschluss der Konvente der Elisabethinen Linz und Wien und die Übernahme in die Elisabeth von Thüringen Holding.
Seit 2017 bildet es mit dem Hartmannspital  ein gemeinsames Franziskus Spital mit insgesamt 236 Betten. Im Franziskus Spital Landstraße ist die größte Palliativstation Österreichs beheimatet. Die Abteilung für Innere Medizin hat einen Diabetes-Schwerpunkt und führt an beiden Standorten jeweils eine Akutgeriatrie und Remobilisation.
Das Franziskus Spital besteht an zwei Standorten: dem ehemaligen St.-Elisabeth-Spital  und dem ehemalige Hartmannspital in Margareten.
Seit 2022 besteht auch das Malteser Ordenshaus mit 72 Pflegeplätzen am Standort.

## Apotheke
Die Apotheke der Elisabethinerinnen im Franziskus Spital Landstraße ist eine von drei in Wien erhalten gebliebenen Spitalsapotheken aus der Barockzeit und die letzte, die noch in Betrieb steht, allerdings verfügt sie über kein Öffentlichkeitsrecht.
Die Spitalsapotheke wurde offenbar im Jahr 1748 von Maria Theresia von Österreich, der Mutter von Josef II., gestiftet und 1749 prachtvoll und mit farbenfrohen Freskogemälden ausgestattet.
Von wem die prunkvoll gestalteten Möbel stammen, ist ebenso wenig bekannt wie der Maler der Wand- und Deckengemälde. Dieser dürfte jedoch aus dem Umkreis von Franz Anton Maulbertsch stammen. Dargestellt sind unter anderem Szenen aus dem Evangelium, Engel mit Heilpflanzen und Apothekerutensilien in den Händen, um den Bezug zur Zweckbestimmung der Räumlichkeiten herzustellen. Zudem befindet sich zwischen den Fenstern ein altes gotisches Bild mit Christus im Ölgarten. Links und rechts vom Bild befinden sich Statuen der Heiligen Kosmas und Damian. In der Materialkammer findet sich eine allegorische Darstellung der vier damals bekannten Erdteile und ein Bildnis des Christus als Apotheker sowie zwei „Stoßzähne vom Einhorn“.

## Abteilungen
- Innere Medizin
- Akutgeriatrie
- Palliativmedizin

Das Krankenhaus St. Elisabeth verfügt über rund 130 Betten.

## Ärztliche Direktoren
- 1946 – 1947: Karl Josef Schmidt
- 1948 – 1980: Alfons Mathis
- 1980 – 2009: Johannes Bonelli
- 2009 – 2012: Martin Bischof
- 2012 – 2016: Thomas Sautner
- 2017 – heute: Georg Roth